# Sistema Integrado de Vigilancia Exterior

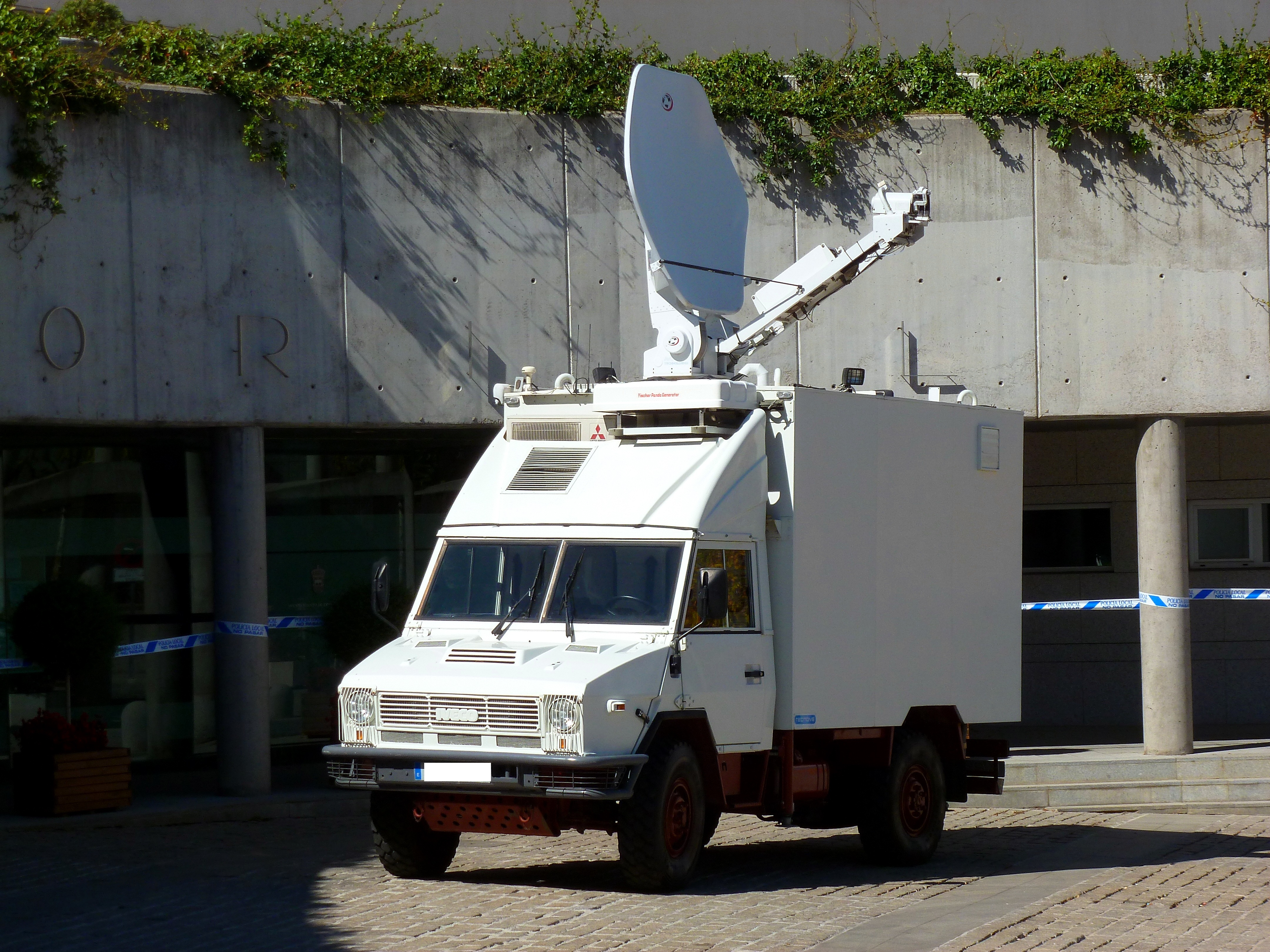
Iveco-Pegaso 40.10WM del SIVE.

Las siglas SIVE corresponden al Sistema Integrado de Vigilancia Exterior de la Guardia Civil.
Es utilizado por la Guardia Civil de España con el fin de tener un mayor control sobre la frontera sur del país, las Islas Canarias y el levante español junto las Islas Baleares, controlando la inmigración ilegal y el narcotráfico.
El sistema fue creado inicialmente por la empresa española Amper quien creó un prototipo inicial y el primer despliegue fijo situado en Algeciras (Cádiz), posteriormente Atos creó la primera Unidad Móvil operativa dentro del programa y recientemente la empresa española Indra Sistemas ha entregado sistemas en el sur de la Península. Actualmente Atos, Amper e Indra figuran entre las empresas punteras en este sector.
La inversión en el proyecto alcanza los 232 millones de euros para el periodo 2000-2008.
El sistema SIVE se encuentra actualmente implantado en las Islas Canarias, toda la costa andaluza y Ceuta, y ya se ha proyectado su ampliación a la Región de Murcia y a la Comunidad Valenciana y el resto del Mediterráneo español. La intención del Instituto Armado es extender este operativo SIVE a todas las comandancias costeras para afrontar el desplazamiento de las actividades ilegales desde las costas del sur incluso hasta las playas de Tarragona y Pontevedra.
Así mismo, el sistema y la tecnología se han ofrecido a 22 instituciones de los diferentes Estados miembros de la Unión Europea.
Este sistema emplea una serie de tecnologías que aportan información en tiempo real a un centro de control situado en cada una de la Comanadancias, que moviliza los recursos necesarios para actuar en concordancia con las necesidades de cada situación. Los componentes de análisis de la información incluyen: Una red de sensores de radar, sistemas optrónicos incluyendo cámaras infrarrojas y de vídeo de gran alcance para una vigilancia continua tanto de día como de noche y también sensores acústicos. Todos ellos están desplegados en tierra, embarcaciones, aeronaves y satélites. La información procedente de los sensores se utiliza tanto para misiones de inteligencia como para planificar las actividades de interceptación y aprehensión de las fuerzas de seguridad.
El sistema SIVE se enfoca principalmente hacia la lucha contra la inmigración ilegal, el tráfico de drogas, no obstante puede ser empleado también en la lucha contra el terrorismo, en tareas de inteligencia, la pesca ilegal, la piratería, la protección de recursos terrestres y marinos, la defensa de puertos, la gestión del tráfico de barcos, las tareas de búsqueda y rescate, la gestión de crisis como derrames de petróleo y accidentes, así como el soporte a investigaciones adicionales.
El SIVE es gestionado por la Guardia Civil, siendo la primera Comandancia donde se implantó el Sistema la de Algeciras.
En la actualidad esta en proyecto un Centro de Mando Nacional desde donde se podrán coordinar todas las operaciones del territorio nacional.